# Interrègne

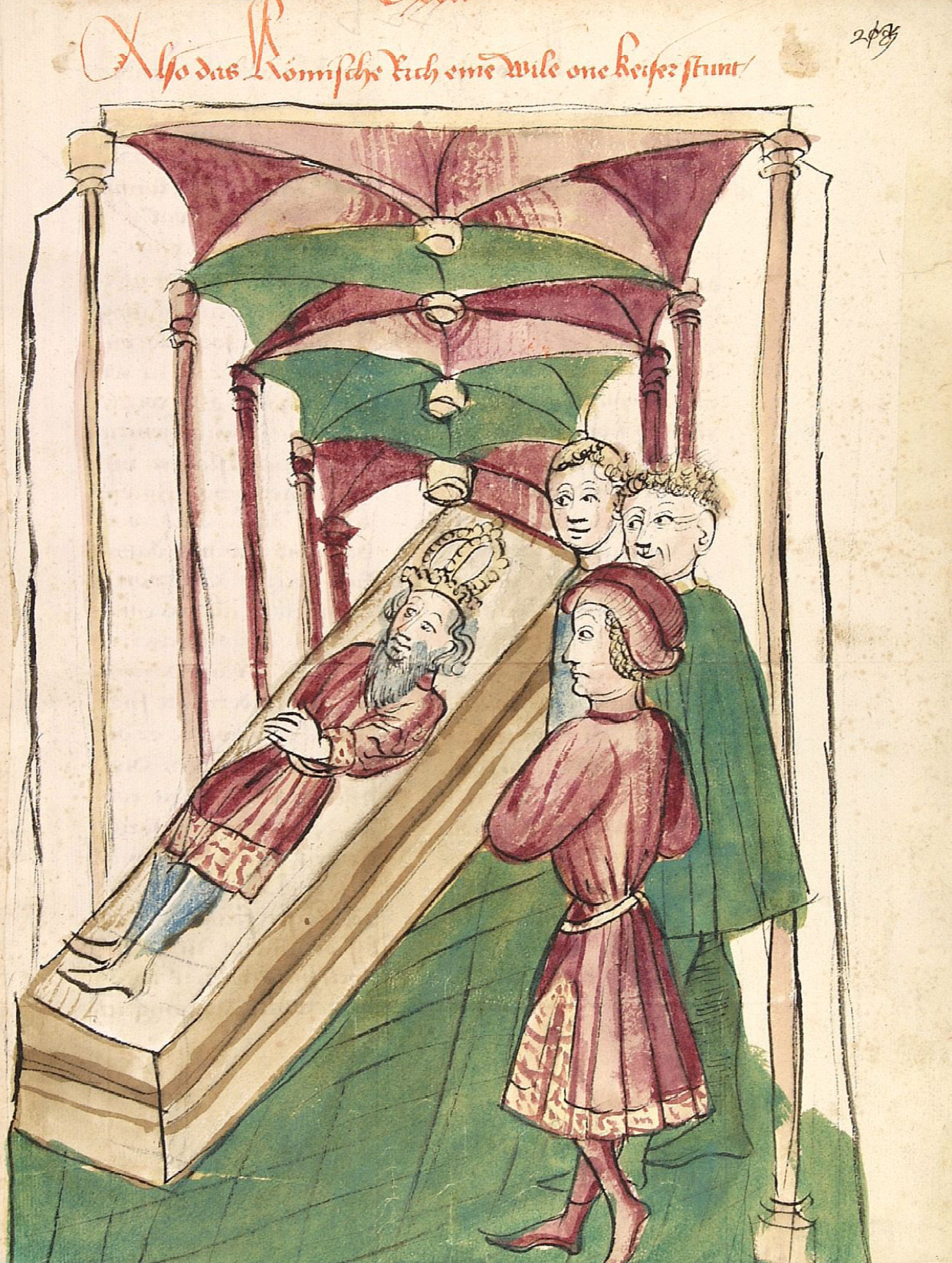
Trois hommes se tiennent inquiets devant la dépouille d'un empereur, mort sans laisser d'héritier (vers 1450, Historia septem sapientum, atelier de Diebold Lauber, Bibliothèque palatine).

Dans les monarchies, l’interrègne est la période qui existe entre deux règnes, et pendant laquelle il n'y a pas de monarque. Elle est différente de la régence.
L'histoire a notamment retenu, sous ce nom, les périodes suivantes :
- interrègne franc : de 737, à la suite de la mort du roi franc Thierry IV à 743, lorsque son successeur Childéric III obtient la couronne ;
- Grand interrègne : de 1250 à 1273, le trône impérial du Saint-Empire romain germanique est vacant, à la suite de la lutte victorieuse de la papauté contre la dynastie Hohenstaufen ;
- interrègne ottoman : de 1403 à 1413, une période de luttes dynastiques dans l'empire ottoman entre les descendants de Bayezid Ier, qui s'achève avec la montée sur le trône de Mehmed Ier ;
- interrègne aragonais : de 1410, à la suite de la mort du roi d'Aragon Martin Ier à 1412, lorsque le compromis de Caspe débouche sur le choix de Ferdinand Ier ;
- interrègne russe : de juillet 1610, à la suite de la chute en Russie de Vassili IV Chouiski, au 4 mars 1613, qui marque l'avènement de Michel III Romanov ;
- interrègne anglais : il correspond à la durée de la « République anglaise », de 1649, qui marque la Première Révolution anglaise et le régicide de Charles Ier, jusqu'à 1660 et la restauration de Charles II.